# August Jensen
August Jensen (29 de gener de 1991) és un ciclista noruec, professional des del 2013 i fins al 2023.

## Palmarès
- 2012
  -  Campió de Noruega en ruta sub-23
- 2015
  - 1r al Circuit des plages vendéennes i vencedor de 2 etapes
  - 1r al Kreiz Breizh Elites i vencedor d'una etapa
- 2016
  - 1r al Gran Premi Liberty Seguros i vencedor d'una etapa
- 2017
  - Vencedor d'una etapa al Tour de Loir i Cher
  - Vencedor de 2 etapes a la Volta a l'Alta Àustria
  - Vencedor d'una etapa a l'Arctic Race of Norway